# Issetskoje
Issetskoje (russisch Исетское; wissenschaftliche Transliteration: Isetskoe) ist ein Dorf (Selo) in der Oblast Tjumen mit 7479 Einwohnern (Stand 14. Oktober 2010). Issetskoje ist Verwaltungszentrum des gleichnamigen Rajons Issetskoje.

## Lage
Issetskoje liegt im Quellgebiet des namensgebenden, 600 km langen Flusses Isset,  einem Nebenfluss des Tobol, 73 km südlich der Tjumen und 68 km südwestlich des Bahnhofs von Jalutorowsk. Der Ort liegt an der in Nord-Süd-Richtung verlaufenden M51, die Tjumen mit dem 100 Kilometer weiter südlich gelegenen Kurgan verbindet. Nach Westen zweigt in Issetskoje die R329 ab, die nach Kondinskoje führt.

## Natur
Etwa 40 Prozent der Gemeindefläche sind bewaldet, der überwiegende Landanteil wird für die Landwirtschaft benutzt. Die wichtigsten Ackerfrüchte sind Weizen, Roggen, Gerste, Hafer, Buchweizen, Erbse und Kartoffel. Landschaftsprägende Pflanzen sind Birke, Espe und Kiefer, heimische Wildtiere sind Elch, Wildschwein, Reh, Rotfuchs, Waschbär, Dachs und Biber.

## Geschichte
Das Dorf wurde um 1650 von Kosaken aus Tobolsk gegründet, um hier Pferdezucht zu betreiben. Dazu wurde eine Palisadenburg von 245 Klafter Umfang und 2 Klafter Höhe errichtet. 1671 wurde eine zweite Festung erbaut, die ein Kloster europäischer Mönche beherbergte. In der Zeit von 1720 bis 1782 befand sich im Ort auch ein Gefängnis. Mit der Erhebung von Tobolsk zur Stadt verlor Issetskoje 1782 diesen Status, den es 1735 erhalten hatte.
Im Sommer 1823 reiste Fürst Alexander III. zusammen mit Wassili Schukowski durch Issetskoje, dessen Feriendomizil das Dorf seit längerem war, und sie gerieten untereinander in einen so heftigen Streit, dass Schukowski damit drohte, die Reise nicht fortzusetzen.
Von den 17 Kirchen auf dem Gemeindegebiet sind sechs aus Stein gebaut.

### Bevölkerungsentwicklung
| Jahr | Einwohner |
| ---- | --------- |
| 1939 | 1551      |
| 1959 | 1901      |
| 1970 | 3861      |
| 1979 | 5337      |
| 1989 | 6954      |
| 2002 | 7216      |
| 2010 | 7494      |

Anmerkung: Volkszählungsdaten

## Sehenswürdigkeiten
Der Tourismus spielt nur eine geringe Rolle. Im Dorf und der Umgebung gibt es aber einige Sehenswürdigkeiten wie das Gebäude eines Dorfkrankenhauses von 1792, mehrere Kirchen vom Ende des 17. und aus dem 18. Jahrhundert sowie Siedlungsreste und Gräberfelder aus dem 12. bis 9. Jahrhundert v. Chr. 